# Сококов чухал
Сококов чухал (Otus ireneae) е вид птица от семейство Совови (Strigidae). Видът е застрашен от изчезване.

## Разпространение и местообитание
Разпространен е в Кения и Танзания.